# Walter Tomsen
Walter Tomsen (ur. 4 marca 1912 w Kijowie, zm. 30 grudnia 2000 w Southbury) – amerykański strzelec, wicemistrz olimpijski.
Uczestnik Letnich Igrzysk Olimpijskich 1948, podczas których wystartował wyłącznie w karabinie małokalibrowym leżąc z 50 m. Tomsen został wicemistrzem olimpijskim, przegrywając wyłącznie ze swoim rodakiem Arthurem Cookiem, który pokonał go po dogrywce.
Za osiągnięcia w strzelectwie został wyróżniony odznaką wybitnego strzelca międzynarodowego (U.S. Distinguished International Shooter Badge). Podczas mistrzostw Stanów Zjednoczonych w strzelaniu z broni małokalibrowej przyznawano nagrodę imienia Waltera Tomsena (Walter Tomsen Memorial Trophy).

## Wyniki

### Igrzyska olimpijskie
| Igrzyska    | Konkurencja                       | Wynik                             | Miejsce | Źródło |
| ----------- | --------------------------------- | --------------------------------- | ------- | ------ |
| Londyn 1948 | Karabin małokalibrowy leżąc, 50 m | 599 pkt. (100–100–99–100–100–100) |         | [ 1 ]  |